# Чоршанбе
Чоршанбе (тадж. Чоршанбе) — село в Хатлонской области Республики Таджикистан. 
Входит в состав джамоата (сельской общины) им. Худойназара Холматова Шахритусского района.
Находится на расстоянии 6 км от райцентра (пгт. Шахритус), и 6 км от центра джамоата (село Кахрамон).
Название села означает «среда».
Население — 5990 чел. (2017).